# Katharina Binz
Catherine Binz est une femme politique allemande de l'Alliance 90/Les Verts née le 30 octobre 1983 à Zell (Moselle).
De 2017 à 2021, elle a été membre du parlement du Land de Rhénanie-Palatinat. Depuis le 18 mai 2021, elle est ministre de la Famille, de la Femme, de la Culture et de l'Intégration dans le cabinet Dreyer III et depuis le 15 décembre 2021 vice-ministre-présidente.

## Biographie
Katharina Binz a grandi à Mesenich et Moritzheim (dans le Hunsrück). Elle a étudié les sciences politiques et la philosophie à l'université Johannes-Gutenberg et a obtenu son diplôme de politologue en 2015.
Katharina Binz est membre du conseil de district de l'alliance 90/Les Verts de Mayence depuis 2007,. Elle est devenue active dans la politique locale pour les élections locales en Rhénanie-Palatinat en 2009, au cours desquelles elle a obtenu un siège au conseil municipal de Mayence. Elle a également été élue suppléante pour l'un des trois sièges des Verts au conseil consultatif local du district local de Mainz-Hartenberg-Münchfeld de novembre 2011 à novembre 2013.
Pour les élections municipales du 14. Le 1er mars 2021, elle s'est présentée pour les Verts dans la circonscription de Mayence I et l'a emportée avec 29,6 % des suffrages. Le 18 mai 2021, elle est nommée ministre de la Famille, de la Femme, de la Culture et de l'Intégration dans le cabinet Dreyer III. Elle a également été nommée successeur de Anne Spiegel au poste de vice-ministre-présidente.